# Élections législatives de 1981 dans la Marne
Les élections législatives françaises de 1981 dans la Marne se déroulent les 14 et 21 juin 1981.

## Élus
| Circonscription | Député sortant       | Parti | Parti     | Député élu ou réélu | Parti | Parti     |
| --------------- | -------------------- | ----- | --------- | ------------------- | ----- | --------- |
| 1re             | Jean-Louis Schneiter |       | UDF (CDS) | Georges Colin       |       | PS        |
| 2e              | Jean Falala          |       | RPR       | Jean Falala         |       | RPR       |
| 3e              | Jean Bernard         |       | RPR       | Annette Chépy-Léger |       | PS        |
| 4e              | Bernard Stasi        |       | UDF (CDS) | Bernard Stasi       |       | UDF (CDS) |

## Positionnement des partis
Dans le département, le Parti socialiste et le Parti communiste français, sous l'appellation « majorité d'union de la gauche », se présentent dans les quatre circonscriptions. Ainsi, les socialistes présentent Georges Colin, François Letzgus, Annette Chépy-Léger et Michel Thomas, et les communistes, Claude Lamblin, Gilles Rasselet, Jean Reyssier et Jacques Perrein. Quant au Mouvement des radicaux de gauche, il a un candidat dans la 1re circonscription.
La majorité sortante, réunie dans l'Union pour la nouvelle majorité, soutient elle aussi des candidats dans l'ensemble des circonscriptions, dont les quatre députés sortants, Jean-Louis Schneiter, Jean Falala, Jean Bernard et Bernard Stasi. Dans le détail, on compte 2 candidats UDF et 2 RPR. Par ailleurs, les jobertistes du Mouvement des démocrates sont représentés dans la circonscription de Châlons-sur-Marne - Vitry-le-François (3e).
Enfin, le Parti socialiste unifié présente deux candidats sous l'étiquette « Alternative 81 » dans les 2e et 3e circonscription, les écologistes dans les deux circonscriptions rémoises, l'extrême gauche et l'extrême droite dans la 1re.

## Résultats

### Résultats à l'échelle du département
| Parti          | Parti                                           | Premier tour | Premier tour | Second tour | Second tour | Sièges |
| Parti          | Parti                                           | Voix         | %            | Voix        | %           | Sièges |
| -------------- | ----------------------------------------------- | ------------ | ------------ | ----------- | ----------- | ------ |
|                | Union pour la démocratie française              | 59 164       | 24,48        | 33 324      | 16,69       | 1      |
|                | Rassemblement pour la République                | 57 914       | 23,96        | 65 597      | 32,86       | 1      |
|                | Mouvement des démocrates                        | 1 037        | 0,43         |             |             | 0      |
|                | Union pour la nouvelle majorité                 | 118 115      | 48,87        | 98 921      | 49,56       | 2      |
|                |                                                 |              |              |             |             |        |
|                | Parti socialiste                                | 71 507       | 29,58        | 100 691     | 50,44       | 2      |
|                | Parti communiste français                       | 44 359       | 18,35        | Retrait     | Retrait     | 0      |
|                | Mouvement des radicaux de gauche                | 571          | 0,24         |             |             | 0      |
|                | Majorité présidentielle                         | 116 437      | 48,17        | 100 691     | 50,44       | 2      |
|                |                                                 |              |              |             |             |        |
|                | Divers écologiste (dont Aujourd'hui l'écologie) | 3 649        | 1,51         |             |             | 0      |
|                | Parti socialiste unifié                         | 1 833        | 0,76         | 0           |             |        |
|                | Extrême droite                                  | 1 039        | 0,43         | 0           |             |        |
|                | Extrême gauche                                  | 636          | 0,26         | 0           |             |        |
|                |                                                 |              |              |             |             |        |
| Inscrits       | Inscrits                                        | 343 154      | 100,00       | 267 251     | 100,00      | 4      |
| Abstentions    | Abstentions                                     | 98 713       | 28,77        | 65 025      | 24,33       |        |
| Votants        | Votants                                         | 244 441      | 71,23        | 202 226     | 75,67       |        |
| Blancs et nuls | Blancs et nuls                                  | 2 732        | 1,12         | 2 614       | 1,29        |        |
| Exprimés       | Exprimés                                        | 241 709      | 98,88        | 199 612     | 98,71       |        |

### Résultats par circonscription

#### Première circonscription (Reims-I)
| Candidat       | Candidat                     | Parti          | Premier tour | Premier tour | Second tour | Second tour |  |
| Candidat       | Candidat                     | Parti          | Voix         | %            | Voix        | %           |  |
| -------------- | ---------------------------- | -------------- | ------------ | ------------ | ----------- | ----------- |  |
|                | Jean-Louis Schneiter sortant | UDF (CDS)      | 29 083       | 44,25        | 33 324      | 47,05       |  |
|                | Georges Colin élu            | PS             | 19 940       | 30,34        | 37 510      | 52,95       |  |
|                | Claude Lamblin               | PCF            | 12 444       | 18,93        | Retrait     | Retrait     |  |
|                | Emmanuel Choisnel            | MÉP            | 2 012        | 3,06         |             |             |  |
|                | Michel Collinot              | FN             | 1 039        | 1,58         |             |             |  |
|                | Yvette Lacarrière            | LO             | 635          | 0,97         |             |             |  |
|                | Christian Jubin-Walle        | MRG            | 571          | 0,87         |             |             |  |
|                | François Legrand             | CCA            | 1            | 0            |             |             |  |
|                |                              |                |              |              |             |             |  |
| Inscrits       | Inscrits                     | Inscrits       | 95 479       | 100,00       | 95 477      | 100,00      |  |
| Abstentions    | Abstentions                  | Abstentions    | 29 047       | 30,42        | 23 726      | 24,85       |  |
| Votants        | Votants                      | Votants        | 66 432       | 69,58        | 71 751      | 75,15       |  |
| Blancs et nuls | Blancs et nuls               | Blancs et nuls | 707          | 1,06         | 917         | 1,28        |  |
| Exprimés       | Exprimés                     | Exprimés       | 65 725       | 98,94        | 70 834      | 98,72       |  |

#### Deuxième circonscription (Reims-II)
| Candidat       | Candidat                  | Parti             | Premier tour | Premier tour | Second tour | Second tour |  |
| Candidat       | Candidat                  | Parti             | Voix         | %            | Voix        | %           |  |
| -------------- | ------------------------- | ----------------- | ------------ | ------------ | ----------- | ----------- |  |
|                | Jean Falala sortant réélu | RPR (UNM)         | 28 614       | 49,95        | 32 319      | 52,16       |  |
|                | François Letzgus          | PS                | 17 073       | 29,80        | 29 647      | 47,84       |  |
|                | Gilles Rasselet           | PCF               | 8 906        | 15,55        |             |             |  |
|                | Michel Gruyer-Eyrignoux   | Divers écologiste | 1 637        | 2,86         |             |             |  |
|                | Étienne Blocquaux         | PSU               | 1 057        | 1,85         |             |             |  |
|                |                           |                   |              |              |             |             |  |
| Inscrits       | Inscrits                  | Inscrits          | 83 705       | 100,00       | 83 705      | 100,00      |  |
| Abstentions    | Abstentions               | Abstentions       | 25 969       | 31,02        | 21 140      | 25,26       |  |
| Votants        | Votants                   | Votants           | 57 736       | 68,98        | 62 565      | 74,74       |  |
| Blancs et nuls | Blancs et nuls            | Blancs et nuls    | 449          | 0,78         | 599         | 0,96        |  |
| Exprimés       | Exprimés                  | Exprimés          | 57 287       | 99,22        | 61 966      | 99,04       |  |

#### Troisième circonscription (Châlons-sur-Marne - Vitry-le-François)
| Candidat       | Candidat                 | Parti          | Premier tour | Premier tour | Second tour | Second tour |  |
| Candidat       | Candidat                 | Parti          | Voix         | %            | Voix        | %           |  |
| -------------- | ------------------------ | -------------- | ------------ | ------------ | ----------- | ----------- |  |
|                | Jean Bernard sortant     | RPR (UNM)      | 29 300       | 47,54        | 33 278      | 49,81       |  |
|                | Annette Chépy-Léger élue | PS             | 17 434       | 28,29        | 33 534      | 50,19       |  |
|                | Jean Reyssier            | PCF            | 13 080       | 21,22        | Retrait     | Retrait     |  |
|                | Gérard Mothé             | MDD            | 1 037        | 1,68         |             |             |  |
|                | Serge Boussagol          | PSU            | 776          | 1,26         |             |             |  |
|                |                          |                |              |              |             |             |  |
| Inscrits       | Inscrits                 | Inscrits       | 88 089       | 100,00       | 88 069      | 100,00      |  |
| Abstentions    | Abstentions              | Abstentions    | 25 593       | 29,05        | 20 159      | 22,89       |  |
| Votants        | Votants                  | Votants        | 62 496       | 70,95        | 67 910      | 77,11       |  |
| Blancs et nuls | Blancs et nuls           | Blancs et nuls | 869          | 1,39         | 1 098       | 1,62        |  |
| Exprimés       | Exprimés                 | Exprimés       | 61 627       | 98,61        | 66 812      | 98,38       |  |

#### Quatrième circonscription (Épernay)
|                | Bernard Stasi sortant réélu | UDF (CDS)      | 30 081 | 52,71  |  |  |  |
|                | Michel Thomas               | PS             | 17 060 | 29,89  |  |  |  |
|                | Jacques Perrein             | PCF            | 9 929  | 17,40  |  |  |  |
|                |                             |                |        |        |  |  |  |
| Inscrits       | Inscrits                    | Inscrits       | 75 880 | 100,00 |  |  |  |
| Abstentions    | Abstentions                 | Abstentions    | 18 101 | 23,85  |  |  |  |
| Votants        | Votants                     | Votants        | 57 779 | 76,15  |  |  |  |
| Blancs et nuls | Blancs et nuls              | Blancs et nuls | 709    | 1,23   |  |  |  |
| Exprimés       | Exprimés                    | Exprimés       | 57 070 | 98,77  |  |  |  |